# Polímnia
Polímnia ou Poliímnia (em grego clássico: Πολύμνια; romaniz.: Polýmnia; "a dos muitos hinos") foi uma das nove musas da mitologia grega, as filhas de Zeus e Mnemósine, filha de Oceano e Tétis.
Era a musa da poesia sagrada e tinha um ar pensativo. Também era considerada a musa da música, narrativa, geometria, meditação e agricultura. Representada usando uma túnica e um véu.